# Kalenice (Czechy)
Kalenice – miejscowość i gmina (obec) w Czechach, w kraju południowoczeskim, w powiecie Strakonice. W 2022 roku liczyła 87 mieszkańców.